# Birthday Girl
Birthday Girl är en dansk dramafilm från som har premiär i Danmark den 4 april 2024. Filmen som förhandsvisas på Göteborgs Film Festival i januari 2024 är regisserad av Michael Noer, och baserad på ett manus skrivet av Noer och Jesper Fink.

## Handling
Filmen kretsar kring Nanna (Trine Dyrholm) som bjudit sin dotter Cille (Flora Ofelia) och hennes bästa kompis på en kryssning för att fira dottern 18-årsdag. När Cille morgonen efter hittas ensam på däck misstänks det att hon utsatts för ett övergrepp. Nanna behöver ta saken i egna händer för att hitta den skyldige.

## Rollista (i urval)
- Trine Dyrholm
- Flora Ofelia
- Herman Tømmeraas
- Maja Ida Thiele